# Rey del Acebo
El Rey del Acebo es un personaje del folclore pagano. Aparece en los mitos celtas que evocan su combate contra su hermano, el Rey del Roble. Preside los seis meses siguientes al solsticio de verano. Era pues, una antigua deidad europea, que reinaba durante la mitad oscura del año, es decir, desde el solsticio de verano hasta el solsticio de invierno, estando en contrapunto al Rey del Roble, que reinaba en la otra mitad del año.
El Rey del Acebo tiene el aspecto de un anciano con barba blanca, que viste con ropajes verdes y va adornado con hojas y frutos de acebo y otras coníferas, y era adorado como deidad de la abundancia y la ayuda espiritual, y entre sus atributos están también los ciervos. Le corresponde el elemento aire. Se cree que es la deidad de la que procede en gran parte el personaje de Santa Claus, mezclado con mitos cristianos, lo cual se vería reforzado con que al final de su reinado, en el solsticio invernal, es reemplazado por el rey del Roble y se despide hasta que le vuelva a tocar reinar, coincidiendo esta fecha con la actual Navidad. En la actualidad, muchos neopaganos han recuperado su culto y le suelen honrar en la festividad llamada Yule.

## Historia
La lucha entre el Rey del Acebo y el Rey del Roble simboliza el choque entre la estación fría (el período de invierno) y la estación cálida (el período de verano). Los celtas dividían el año en dos períodos, siendo el Rey del Acebo y el Rey del Roble los representantes de estas dos estaciones. Los celtas distinguen también entre una temporada clara y una temporada oscura, marcando así la Rueda del Año. Los dos hermanos compiten para determinar quién tendrá derecho a reinar por más tiempo. La pelea entre los dos tiene lugar en el momento del Yule, cuando el Rey del Roble le corta la cabeza al Rey del Acebo y toma su lugar en el trono hasta mitad de estación. 
Sin embargo, hay variaciones en esta historia de su lucha. De hecho, en ocasiones describen indulgencia hacia su oponente, quien, tras su derrota, espera pacientemente hasta la siguiente mitad de estación para recuperar su lugar en el trono. También puede referirse a la cuestión de celebrar la luz que se impone a las tinieblas mediante la lucha de dos hermanos al final de cada temporada. 
Igualmente, puede referirse a una asociación del dios cornudo en el aspecto de un dios solar. De hecho, los reyes del acebo y el roble también pueden compararse con el ciclo solar que aumenta con la nueva estación y que inicia con el final de la otra estación. En cualquier caso, se trata de un ciclo que alterna el poder del Rey del Roble y el del Acebo. 

### Interpretaciones
Robert Graves en The White Goddess identifica otras leyendas y arquetipos de figuras heroicas emparejadas como variantes del mito de los reyes del acebo y del roble, entre los que se incluyen:    
- Lleu Llaw Gyffes y Gronw Pebr
- Gwyn y Gwythyr
- Lug y Balar
- Balan y Balin
- Gawain y el Caballero Verde
- Jesús y Juan el Bautista

Sir James George Frazer había sugerido previamente comparaciones similares en La rama dorada en el capítulo XXVIII, "La muerte del espíritu del árbol" en la sección "La batalla del verano y el invierno". Frazer trazó paralelismos entre las costumbres populares asociadas con la Festividad de los Mayos o los cambios de estación en las culturas escandinava, bávara y nativa americana, entre otras, en apoyo de esta teoría. Sin embargo, el Rey Divino de Frazer se dividió en los reyes del invierno y el verano en el trabajo de Graves.
Stewart y Janet Farrar caracterizan al Rey del Roble como gobernando el año creciente y al Rey del Acebo gobernando el año menguante, y aplican la interpretación a los rituales estacionales de Wicca. Según Joanne Pearson, el Rey del Acebo está representado por acebos y otros árboles de hojas perennes, y personifica la mitad oscura de la Rueda del Año. El Rey del Acebo también es visto por algunos neopaganos como un antepasado prehistórico de la leyenda de Papá Noel.

## En la cultura y creencias modernas
La batalla de la luz con la oscuridad se actúa comúnmente en las danzas folclóricas tradicionales y los mummers' plays (obras de teatro populares) alrededor de Gran Bretaña como las fiestas de mayo de Calan Mai en Gales, el festival de Mazey Day en Cornualles y las tradiciones de mayo de Jack in the Green en Inglaterra, todas las cuales típicamente incluyen una batalla ritual de alguna forma. 
Algunos seguidores del paganismo moderno consideran las dos contrapartes como aspectos duales del Dios cornudo luchando por el favor de la Diosa.